# Chodov (Praha)
Chodov (německy Chodau) je dnes městská čtvrť a katastrální území Prahy, nacházející se na území městské části Praha 11, kterou společně s Háji tvoří. Dříve samostatná a svébytná obec byla k Praze připojena v roce 1968. Od té doby se počet obyvatel vlivem výstavby komplexu sídliště Jižní Město zvýšil skoro třicetinásobně. Hustota zalidnění na Chodově dosahuje 7 217 obyvatel/km². Počet obyvatel Chodova po obrovských přírůstcích v 70. a 80. letech 20. století v posledních letech stagnuje.

## Historie

### Chodovská tvrz
Tvrz téměř kruhového půdorysu vznikla snad již na přelomu 13. a 14. století. Nasvědčují tomu zlomky keramiky datovatelné do 13. století. V roce 1185 jsou připomínáni chodovští kmeti – dosud svobodní sedláci – pozvaní vyšehradskou kapitulou mezi svědky řešení sporu v jiné obci. Chodovská tvrz vyrostla zřejmě v místech dvorce oněch sedláků. Vznikla snad úsilím blíže neurčeného šlechtického rodu nakloněného křižáckému řádu Strážců božího hrobu neboli jeruzalémských rytířů, možná úsilím tohoto řádu samotného. V průběhu 14. století se křižovníci, sídlící Na Zderaze (dnes v sousedství Karlova náměstí) a držící jinde v Čechách, zejména na Mostecku, velká území, stali přímo doloženými majiteli Chodova.
Obvodová hradba tvrze na půdorysu o průměru asi 32 metrů se vstupní věží je částečně dochována ve vnějším zdivu. Uvnitř na ni navazovala menší obytná a hospodářská stavení a vyšší objekt v místech dnešního průchodu do nádvoří. Hradbu chránil vodní příkop o šířce až 10 m, přes který vedl dřevěný můstek ke gotickému portálku. Článek kamenného obložení paty zdiva je nyní umístěn před příkopem jako památník. Objekt sousedil s hospodářským dvorem.
Jeruzalémští rytíři upustili od držení zdejšího majetku hned počátkem husitských válek. Dvůr s tvrzí získal pražský husita Janek Puškař. Mezi lomovými kameny obvodního zdiva zachytil archeologický výzkum drobnou kamennou kouli z palné zbraně. Dvůr, tvrz a vesnici brzy získala pražská patricijská rodina, větev rodu vladyků z Chrástu. Držela majetek téměř sto roků a psala se Chodovští z Chrástu. V letech 1526–1558 následovali jejich příbuzní Osovští z Adlaru a Muchkové z Bukova, po nich další rytířské rody. Tvrz prošla renesanční úpravou.
Za třicetileté války přiřadili Chodov ke svému stále rostoucímu majetku prudce bohatnoucí Michnové z Vacínova, nově povýšení mezi české panstvo. Dvůr, tvrz i vesnice ale válkou velmi utrpěly. Poškozený majetek měnil majitele, až ho roku 1676 získali benediktini od sv. Mikuláše ze Starého Města pražského. Koncem 17. století dali dvůr radikálně přestavět, na místě tvrze vznikl barokní zámeček. Možná již tehdy byl prolomen dnešní široký průchod do nádvoří. Následující majitelé, Goltzové z Goltze, sídlili v pražském paláci, dnes známém jako palác Kinských, nebo v kunratickém zámku.
V závěru napoleonských válek přechodně získal chodovský zámeček František Rousseau z Happencourtu. Dal strhnout vstupní vížku a zahájil úpravy v klasicistním stylu, na které upomínají arkády nádvoří. V průběhu přestavby objekt převzala rodina Korbů z Weidenheimu, nových majitelů celého kunratického panství. Sloužil nadále jako obydlí správců dvora, v poschodí byly udržovány pokoje pro příležitostné pobyty úředníků panství nebo vrchnosti, později nájemců dvora.
Rodina kunratických velkostatkářů ve dvacátých letech 20. století prodala chodovský hospodářský dvůr pražské obci, která ho pronajímala nebo hospodářsky využívala. Dvůr po roce 1971 ustoupil potřebám pražské aglomerace. Došlo k výstavbě páteřní komunikace – Türkovy ulice, která propojuje Prahu 4 s dálniční křižovatkou. Objekt zámečku se dočkal v letech 1984–1989 zásadní rekonstrukce, přičemž Muzeum hl. m. Prahy zajistilo archeologický průzkum. Rekonstrukce podtrhla dochované prvky středověké tvrze.
Chodovská tvrz slouží jako kulturní zařízení, dnes jako středisko o. p. s. Kulturní Jižní Město, s tradicí výstavní galerie výtvarných děl, komorních koncertů vážné hudby, divadelních a vzdělávacích pořadů pro všechny generace. Stala se též vyhledávaným místem obřadů. Členové rady městské části v ní oddávají novomanželské páry, vítají do života budoucí občánky a předávají různá ocenění. Tvrz je obklopena dvěma parky, nabízejícími relaxaci, včetně různých herních prvků.

### 20. století
| Rok            | 1869 | 1880 | 1890 | 1900 | 1910 | 1921 | 1930  | 1950  | 1961  | 1970  | 1980   | 1991   | 2001   | 2011   | 2021   |
| -------------- | ---- | ---- | ---- | ---- | ---- | ---- | ----- | ----- | ----- | ----- | ------ | ------ | ------ | ------ | ------ |
| Počet obyvatel | 596  | 621  | 704  | 801  | 909  | 790  | 1 795 | 4 236 | 4 513 | 4 349 | 33 004 | 60 522 | 58 140 | 54 535 | 50 043 |
| Počet domů     | 64   | 72   | 80   | 97   | 106  | 108  | 261   | 769   | 862   | 889   | 1 184  | 1 775  | 1 949  | 2 032  | 2 032  |

Tzv. politická obec Chodov s 1328 obyvateli začátkem 20. století zahrnovala obyvatele vesnic Chodova a Šeberova, k nimž náležely tzv. osady Litochleby a Hrnčíře. Severní enklávou Chodova byl Chodovec. Šeberov s Hrnčíři (dnes k.ú.) se v roce 1909 oddělily. Od 20. let pražská obec umožnila parcelaci částí pozemků dvora na obytnou zástavbu. Vznikal dnešní starý Chodov.
Roku 1950 byla obec Chodov přejmenována na Chodov u Prahy.
V roce 1968 bylo území spolu s dalšími obcemi, včetně sousedních Hájů se samotou Milíčovem, připojeno k Praze a začleněno do tehdejšího obvodu Praha 4. Od roku 1971 se v Hájích začala stavět směrem k západu sídelní aglomerace Jižní Město. Západně od dálnice na ni navázalo Jižní Město II. V roce 1990 vznikla z katastru Hájů a Chodova městská část Praha – Jižní Město, od roku 1994 Praha 11. V této části Prahy nyní žije kolem 85 tisíc obyvatel. Dodnes pokračují dostavby vícepodlažními budovami, obytnými i účelovými, obdobně rodinnými domy. Celek doplňuje udržovaná veřejná i soukromá zeleň.

## Život v Chodově

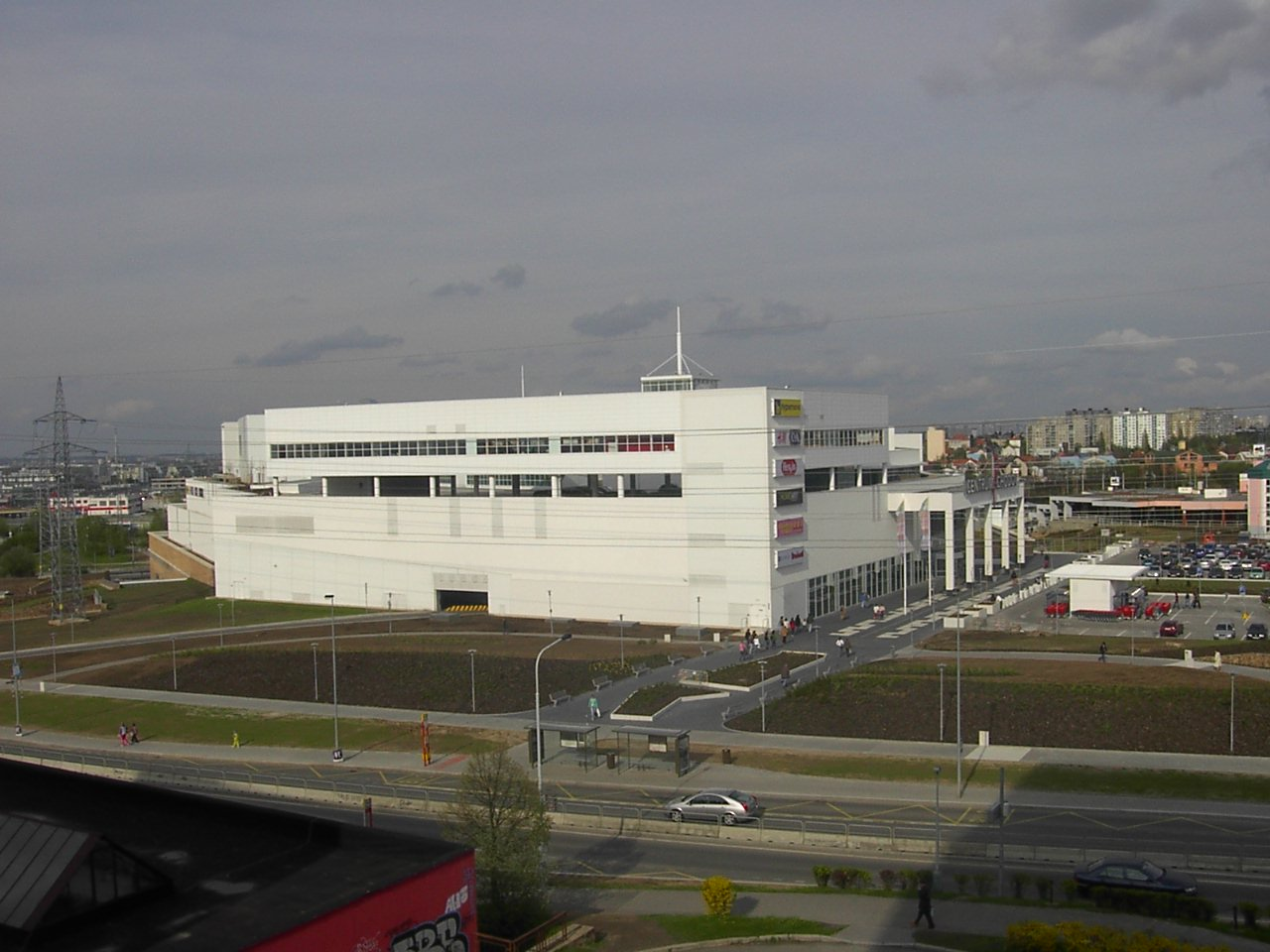
Centrum Chodov – dnes největší obchodní centrum v celém Česku je novým centrem Chodova (rok 2006)

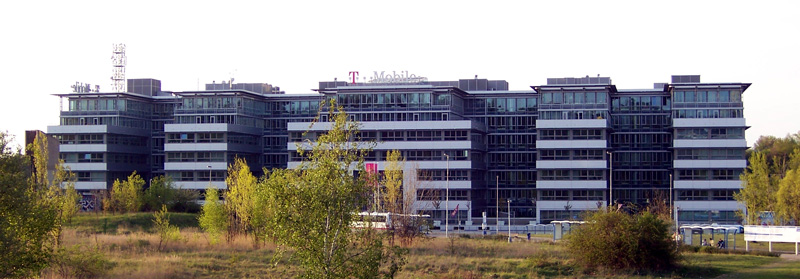
Sídlo společnosti T-Mobile Czech Republic na Roztylech

### Služby
Dříve katastrofální úroveň služeb v Chodově se postupně zlepšuje. V Chodově existuje 7 základních škol, působí zde 2 gymnázia, jeden areál zde má i Vysoká škola ekonomická a pobočky zde mají i jiné střední školy (učiliště, střední odborné školy…). Obchodů v Chodově přibývá, zlepšuje se (až na výjimky) jejich kvalita a vybavenost. Najdeme zde mnoho supermarketů (Billa, Albert, Plus, Penny, Lidl, Tesco) a mnoho menších obchodů s potravinami. Dne 9. listopadu 2005 bylo u stanice metra Chodov otevřeno rozlehlé Centrum Chodov s hypermarketem a mnoha dalšími obchody. Centrum Chodov bylo v roce 2019 přejmenováno na Westfield Chodov.
V Chodově jsou také drogerie, lékárny, obchody s oděvy, botami a tržnice. Zdravotnictví je zastoupeno dvěma poliklinikami (Opatovská a Šustova). Nechybí ani veterinární ošetřovna. Z hlediska kulturního v Chodově najdeme 3 kulturní domy (Klubka, Chodovská tvrz a KC Zahrada). Nachází se zde dva multiplexy Cinema City – Galaxie na Hájích (uzavřeno 2019) a v Centru Chodov.

### Doprava

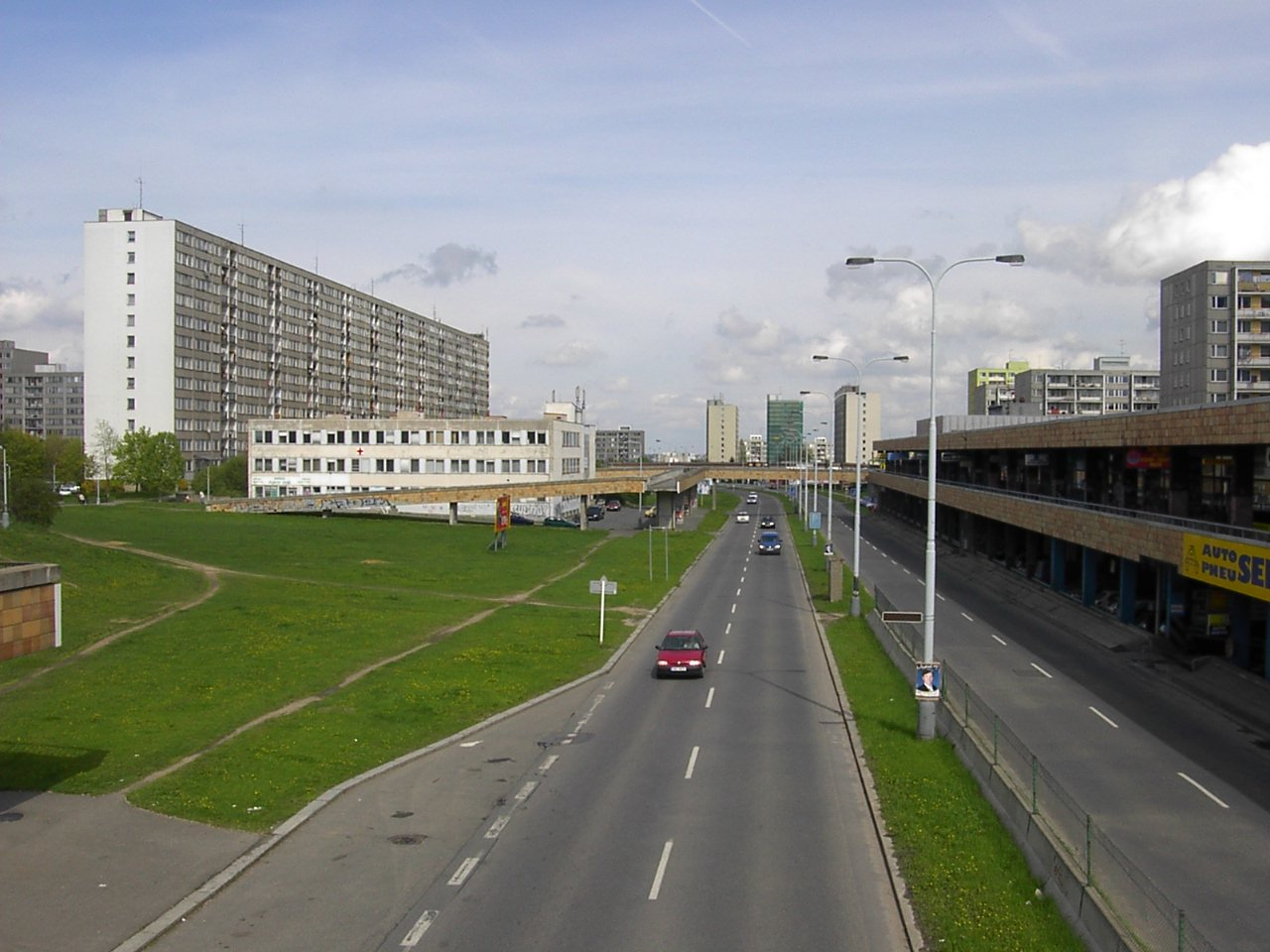
Důležitou dopravní tepnou sídliště Jižní Město I je Opatovská ulice

Dopravu zajišťuje linka C, která byla na Chodov prodloužena 7. listopadu 1980.
Na území Chodova jsou tři stanice metra: Roztyly (do února 1990 Primátora Vacka), Chodov (do února 1990 Budovatelů) a Opatov (do února 1990 Družby). Vhodně ho doplňují autobusové linky ve směru Podolí (118), Braník (170),Krč (118, 170, 203) Bohnice (177), Kobylisy (177) Strašnice (125), Horní Měcholupy, Hostivař a Petrovice (125), Šeberov, Kunratice, Libuš (154) Záběhlice (118, 135, 136, 138, 170, 213, 203) Žižkov (135, 136), Malešice (177, 181, 182), Lhotka (197) a Vršovice (135, 136, 213). Na Roztylech je autobusové nádraží pro dálkovou dopravu, na Opatově významný terminál příměstských autobusů. Chodov je napojen na silniční síť prostřednictvím Chodovské radiály a dálnice D1.

### Zaměstnání
Pracovní příležitosti jsou na Chodově zejména v obchodu, průmyslová výroba má pouze okrajový význam (např. betonárka u dálnice). U stanice metra Chodov vyrostl zajímavě architektonicky řešený soubor kancelářských budov The Park, v němž sídlí řada velkých mezinárodních společností. U stanice metra Roztyly sídlí firmy T-Mobile Czech Republic a OBI. Usídlením řady těchto významných společností na Chodově se dostala Praha 11 na první místo v Česku z hlediska průměrného platu (tento údaj je však statisticky zkreslující, neboť jsou započítáni zaměstnanci dané firmy v celé republice).

### Sport
Největší tělovýchovnou jednotou, která zde působí je TJ Chodov Jižní Město. Její zázemí tvoří komplex sportovní haly a hotelu, areál fotbalového hřiště se sociálním zázemím, areál v prostoru ZŠ Pošepného náměstí s fotbalovým hřištěm regulérních soutěžních rozměrů s umělým povrchem, který je majetkem městské části ve správě TJ Chodov. V těchto prostorách zajišťuje TJ Chodov chod oddílů fotbalu, házené, moderní gymnastiky, volejbalu a několika dalších menších oddílů. ZŠ Pošepného náměstí se stala domovským zázemím oddílu orientačního běhu TJ Praga.
Dnes malou, avšak historicky významnou jednotou je Sokol Chodov. Úspěšným jednooborovým sportovním klubem, který na území působí je TTC Elizza (stolní tenis). V areálu ZŠ Mikulova má fotbalové hřiště mladý agilní klub FC Inferno. Při ZŠ Campanus na Jírovcově náměstí působí řadu let SK Dvojka orientovaný na atletiku žen a dívek, úspěšně si vedou basketbalová družstva, která fungují přímo při této škole.
Na Chodově působí florbalový klub Florbal Chodov, který hraje mužskou i ženskou nejvyšší soutěž.
Zázemí na Chodově mají také lakros klub Jižní Město, SK Jižní Město, tenisový klub Jonathan, florbalový klub Draci, taneční klub Sparta Praha, interkrosový oddíl Ontario, týmy malého fotbalu (futsalu), školy a oddíly bojových sportů působící v tělocvičnách základních škol.

## Kultura

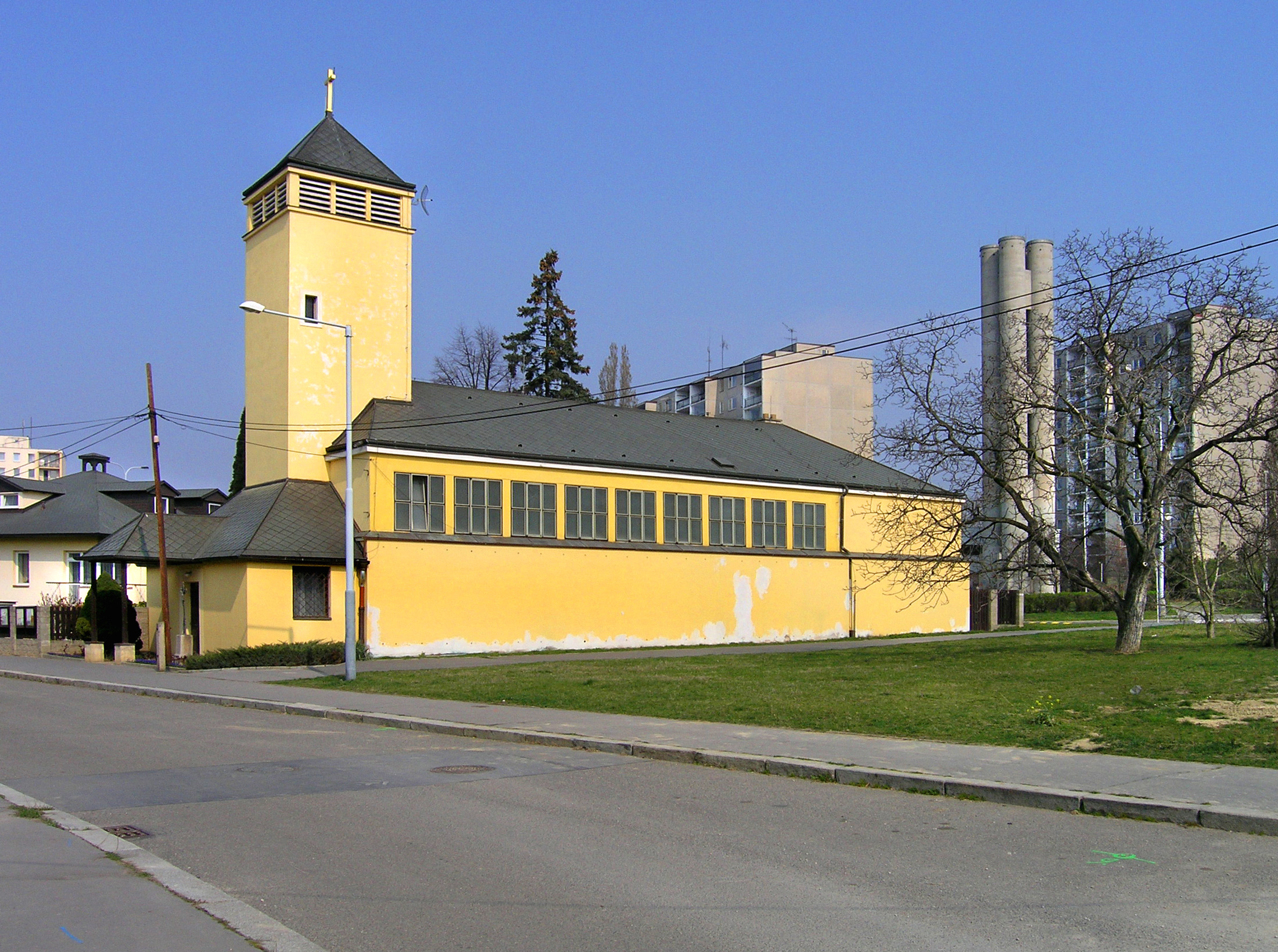
Dvě věže Chodova – prvorepublikový kostel sv. Františka z Assisi a komín dnes již nepoužívané plynově kotelny

### Architektura a budovy
- Chodovská tvrz
- Centrum Chodov
- The Park
- Ubytovna Sandra
- Centrální hřbitov na Chodovci - zaniklo

#### Kostely
- Komunitní centrum Matky Terezy
- kostel sv. Františka z Assisi
- Sborový dům Jana Milíče z Kroměříže
- sbor CB

### Zábava
- Na starém Chodově byl v roce 2008 renovován původní sál z roku 1902 v současném objektu v Starochodovské ulici. Sál slouží k pořádání zábav pro dospělé, odpolední čaje pro důchodce a hrají se zde i pohádky pro děti. Svojí velikostí je jedním z největších na Jižním Městě.[zdroj?]
- Kulturní centrum Zahrada – Malenická 1784/2

## Části Chodova

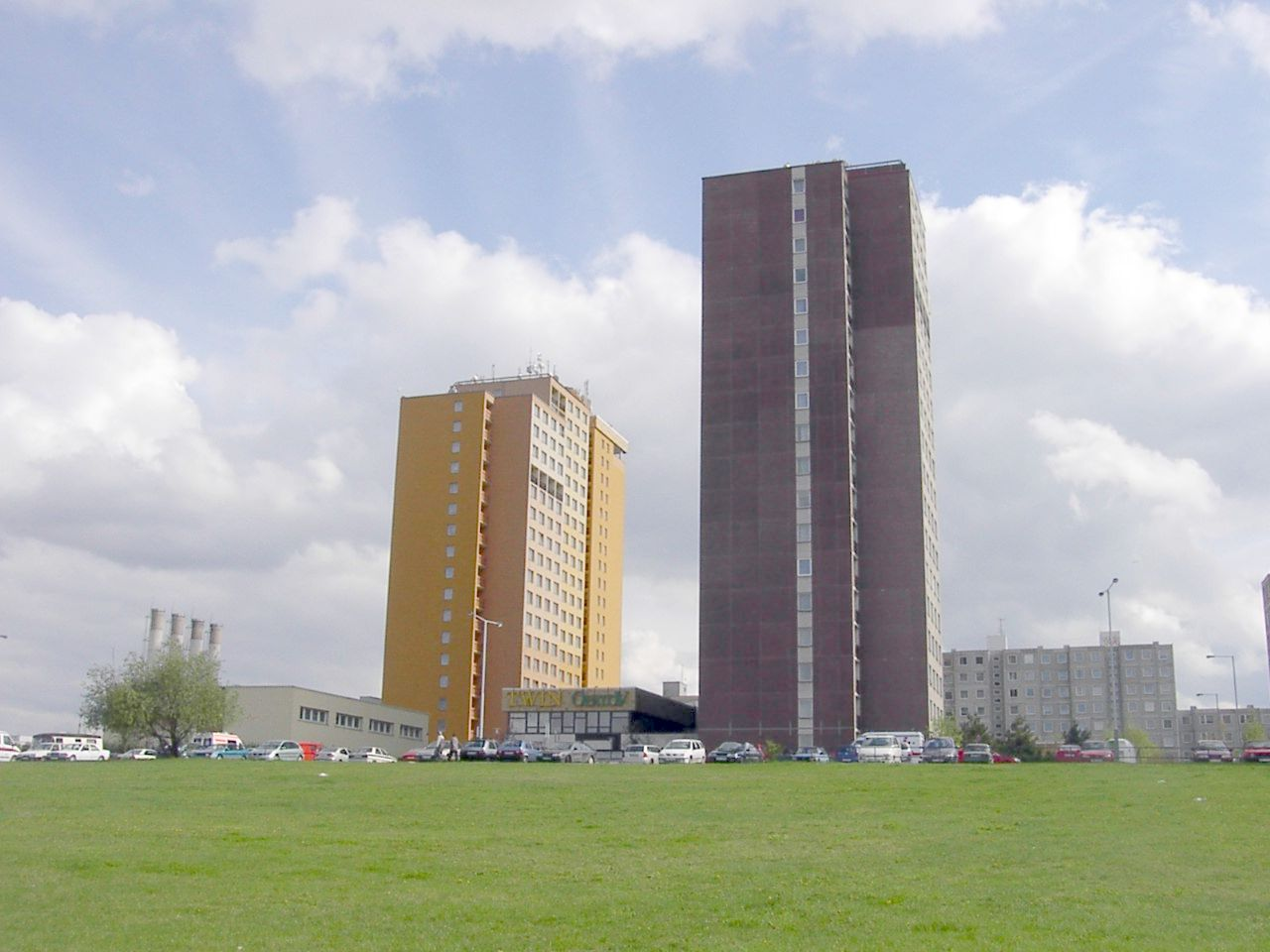
Dominantou východní části Jižního Města I jsou dvě výškové budovy, hotel Opatov a ubytovna Sandra

Hlavní část Chodova dnes tvoří sídlištní celky Jižního Města. Chodov je možno rozdělit na tyto části:
- Starý Chodov včetně vilových částí – historickým jádrem Chodova je oblast kolem Chodovské tvrze. Zástavba rodinných domků a vilek je v oblasti mezi Türkovou ulicí a dálnicí a kolem ulic Květnového vítězství a Ke stáčírně. V ulici Květnového vítězství je také chodovská škola z roku 1905. U Türkovy ulice je moderní kostel z doby první republiky.

- Jižní Město I zasahuje kromě Chodova i do Hájů. Na území Chodova jsou tyto jeho části:
  - Sídliště Opatov – jižně od Centrálního parku, po obou stranách Opatovské ulice, až k dálnici a hranici s Újezdem a Háji. V tomto sídlišti stojí například velké hotel Sandra a Opatov. Sídliště obklopilo jediný chodovský hřbitov i starší usedlost č. p. 137.
  - Sídliště Litochleby – severně od centrálního parku, v oblasti mezi ulicemi Mírového hnutí a Türkova, Centrálním parkem a hranicemi s Hájemi a Hostivaří. Sídliště tvoří prstenec kolem starší chodovské zástavby.

- Pohled od „červeného sídliště“ Jižního Města II přes Pošepného náměstí k „zelenému sídlišti“Jižní Město II

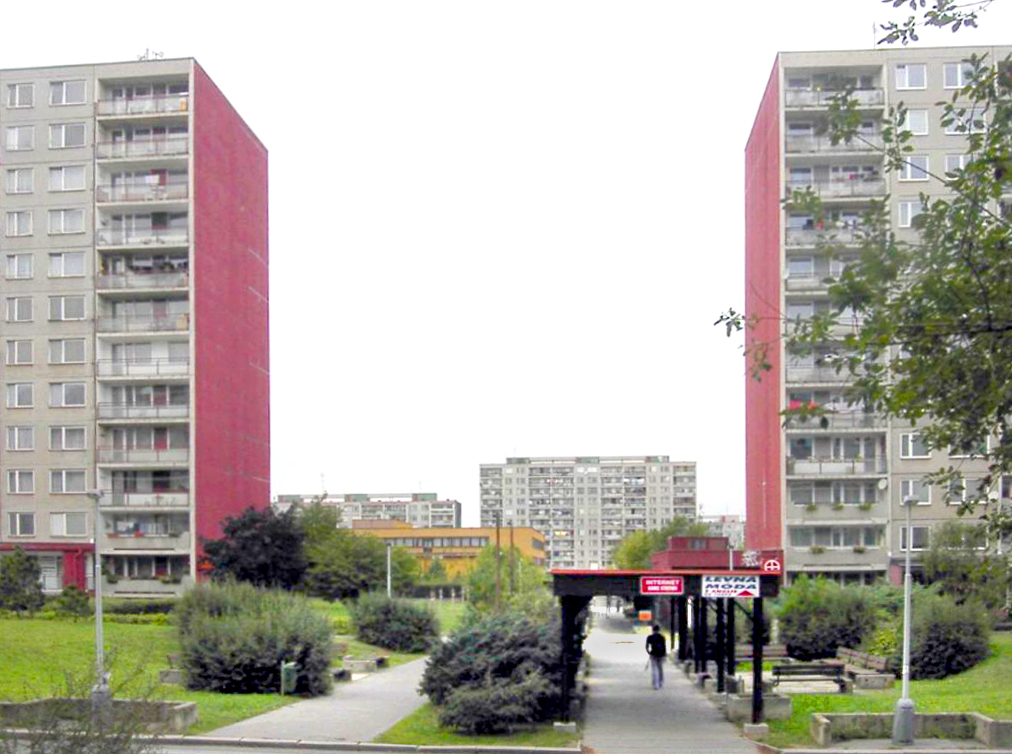
Pohled od „červeného sídliště“ Jižního Města II přes Pošepného náměstí k „zelenému sídlišti“

  - Sídliště Chodov – mezi ulicemi Roztylská a U Kunratického lesa, v místní orientační symbolice sídliště černé a hnědé. V této oblasti je stanice metra Chodov a velké obchodní Centrum Chodov.
  - Sídliště Horní Roztyly – mezi Kunratickým lesem a ulicemi Ryšavého a U Kunratického lesa, značené jako sídliště červené a zelené, s hotelem Globus. (Z původního zemědělského dvora Horní Roztyly již nezbylo prakticky nic.)

- Roztyly – menší sídliště a řadovky mezi dálnicí a Ryšavého ulicí. U stanice metra Roztyly je hypermarket OBI a sídlo společnosti T-Mobile Czech Republic.

- Chodovec – nejméně lidnatá část Chodova mezi dálnicí a hranicemi Hostivaře a Záběhlic. Zde se nachází mnoho administrativních budov, Golf House a architektonicky zajímavý komplex budov Národního archivu, Státního oblastního archivu a Archivu hlavního města Prahy z roku 1994. Na Chodovci je Top Hotel, u něj malé panelové sídliště a na východě nové odlehlejší sídliště Kulatý Chodovec. Na jaře 2009 bude dobudován obytný soubor Chodovec City (mezi Top Hotelem a ulicí Mírového hnutí) a bude probíhat výstavba dalších administrativních budov.

### Zaniklé části Chodova
- Litochleby - jihovýchodně od Chodova při Litochlebském náměstí. Vesnice doložena roku 1326, zbořena v 70. letech 20. století v rámci výstavby sídliště Jižní Město.

## Okolí
| Růžice kompasu | Michle                   | Záběhlice          | Hostivař         | Růžice kompasu |
| Růžice kompasu | Kunraticko-michelský les | Sever              | Háje             | Růžice kompasu |
| Růžice kompasu | Kunraticko-michelský les | Chodov             | Háje             | Růžice kompasu |
| Růžice kompasu | Kunraticko-michelský les | Jih                | Háje             | Růžice kompasu |
| Růžice kompasu |                          | Kunratice, Šeberov | Újezd u Průhonic | Růžice kompasu |